# Johannes Schenk (Fußballspieler)
Johannes Schenk (* 13. Januar 2003 in Schweinfurt) ist ein deutscher Fußballtorhüter, der bei Preußen Münster spielt.

## Karriere

### Vereine
Nach seinem Beginn in der Jugend des 1. FC Nürnberg wechselte Schenk im Sommer 2017 in die Jugendabteilung des FC Bayern München. Nach 19 Spielen in der B-Junioren-Bundesliga, sechs Spielen in der A-Junioren-Bundesliga und insgesamt vier Spielen in der Saison 2021/22 und 2022/23 in der UEFA Youth League wurde er im Januar 2022 in den Kader der ersten Mannschaft in der Regionalliga Bayern aufgenommen. Zur Saison 2022/23 erhielt er einen bis zum 30. Juni 2024 datierten Profivertrag. Im Kader des FC Bayern fungierte er als Ersatztorhüter hinter Stammtorwart Manuel Neuer und Sven Ulreich. Mit seinem Verein wurde er am Ende der Saison Deutscher Meister, ohne allerdings zum Einsatz gekommen zu sein.
Im Sommer 2023 wurde zunächst seine Vertragslaufzeit verlängert und er wurde gleichzeitig, um Spielpraxis zu sammeln, für eine Spielzeit an den Drittligisten Preußen Münster ausgeliehen. Dort kam er auch zu seinem ersten Einsatz im Profibereich, als er am 21. Oktober 2023 (12. Spieltag) bei der 0:1-Niederlage im Auswärtsspiel gegen Dynamo Dresden der Startformation angehörte. In seiner ersten Saison, die er für Preußen Münster bestritt, gelang ihm der Aufstieg in die 2. Bundesliga. Zur Saison 2024/25 wurde Schenk schließlich fest verpflichtet.

### Auswahl-/Nationalmannschaft
Schenk kam als Spieler der Auswahlmannschaft des Bayerischen Fußball-Verbandes in den Altersklassen U14 (2017) und U15 (2018) in insgesamt fünf Spielen des Turniers um den DFB-Länderpokal an der Sportschule Wedau in  Duisburg zum Einsatz.
Im November 2023 wurde er zum ersten Mal für den aktuellen Lehrgang der U20-Nationalmannschaft des DFB nachnominiert, kam bisher jedoch nicht zum Einsatz.

## Erfolge
FC Bayern München
- Deutscher Meister 2023 (ohne Einsatz)

Preußen Münster
- Aufstieg in die 2. Bundesliga: 2024